# 온성군
온성군(穩城郡)은 함경북도의 군으로 한반도의 최북단에 있다. 현재의 온성군은 1945년 해방 당시의 온성군에서 훈융면(현 경원군에 편입)을 제외하고, 종성군 종성면·풍곡면과 남산면 북부를 합친 지역이다.

## 지리
한반도의 최북단 지역으로 두만강을 따라 북한과 중국의 국경 지대이다. 함경북도 온성군 남양면 풍서동의 유원진이 한반도의 극북에 해당하는 곳으로 이곳의 위도는 북위 43°0'39″에 해당한다. 연평균기온은 5.9 °C로 무산(5.7 °C) ·종성(5.0 °C)보다는 약간 높으나 심한 대륙성기후를 이룬다. 1월 평균기온 -13.0 °C, 8월 평균기온 22.2 °C로서 기온의 연교차는 35.2 °C나 되어 대륙성기후의 특색이 뚜렷하다. 초상(初霜) 평년일은 9월 26일, 종상(終霜)은 4월 2일, 초설(初雪)의 평년일은 10월 25일, 종설(終雪)은 4월 6일, 초빙(初氷)의 평년일은 10월 14일, 종빙(終氷)은 4월 19일로 개마고원(蓋馬高原)을 제외하고는 한국에서 겨울이 긴 지역이다.
북으로 두만강을 건너면 중국 지린성(吉林省)의 옌볜 조선족 자치주가 나온다. 남서쪽은 회령시, 동남쪽은 경원군에 접한다. 대부분이 산악 지대이나 평야도 있다. 때문에 함경북도 지역에서 드물게 논농사가 이루어지는 곳이기도 하다. 온성군에서 가장 높은 봉우리는 연두봉(364m)이다.
서울특별시에서 함경북도 온성군까지 직선거리는 대략 650km 정도인데 이는 서울에서 중국의 심양(약 563km), 칭다오(약 614km)보다도 더 먼 거리이고 일본의 기타큐슈(약 537km)나 히로시마(약 603km)보다도 더 먼 거리이다. 부산광역시에서 함경북도 온성군까지 직선거리는 대략 870km인데 이는 부산에서 중국의 다롄(약 780km)이나 상하이(약 828km)보다도 더 먼 거리이며 일본의 오사카(약 590km)나 나고야(약 713km)는 물론이고 시즈오카시(약 850km)보다도 더 먼 거리이고 고구려의 옛 성이 발견된 곳으로 유명한 러시아의 크라스키노(약 852km)보다도 더 먼 거리이다. 제주특별자치도의 제주시에서 함경북도 온성군까지 직선거리는 대략 1,090km 정도인데 이는 제주에서 중국의 지난(약 924km)이나 톈진(약 1,043km)은 물론이고 푸젠성의 푸저우(약 1,078km)보다도 더 먼 거리이고 일본의 후쿠이시(약 930km)나 도야마시(약 1,035km)보다 더 멀며 대만의 타이베이(약 1,057km)보다도 더 먼 거리에 해당한다.
북한의 수도 평양직할시에서도 함경북도 온성군까지 직선거리는 약 560km 정도로 상당히 멀다. 이는 평양에서 중국의 친황다오(약 539km)나 창춘(약 531km), 연길(약 530km)보다도 더 먼 거리이며 평양에서 부산광역시까지 직선거리(약 520km)나 전라남도 해남군의 땅끝마을까지 직선거리(약 528km)보다도 더 먼 거리이다. 심지어 같은 함경도에 속하는 함경남도 함흥시에서 함경북도 온성군까지 직선거리도 385km나 되는데 이는 함흥에서 경상북도 상주시까지 직선거리(약 393.5km)와 거의 비슷한 거리이다. 같은 함경북도에 속하는 김책시에서도 온성군까지 직선거리는 260km나 될 정도로 한반도에서 가장 지리적으로 먼 곳에 해당하는 곳이라 볼 수 있다.

## 역사
| Daedongyeojido (Gyujanggak) 01-06.jpg | Daedongyeojido (Gyujanggak) 01-05.jpg |
|                                       |                                       |

고구려·발해 등의 세력권을 거쳐 한때 여진족이 거주하였고 다온평(多溫平)으로 불렸다. 1440년(세종 22년), 온성군이 설치되었고 주민이 이주했으며, 국경 방어를 위해 설치된 육진 중 하나이다.
1952년의 북한의 군면개편에 의해 온성군 훈융면을 경원군에 편입하는 등 온성군을 재편했다. 1974년 5월 남서쪽으로 인접하고 있던 종성군이 폐지되면서 지역 상당 부분을 흡수하였다. 군내의 왕재산은 1933년 3월 11일에 김일성이 항일운동을 위한 회의를 개최한 장소라 하여 북한에서는 혁명의 성지라고 일컫는다.
- 1440년 - 온성군이 설치되었다.
- 1441년 - 도호부로 승격하였다.
- 1442년 - 진이 두어졌다.
- 1895년 - 온성군으로 개편된 후 함경북도에 속하게 되었다.
- 1952년 12월 - 훈융면(訓戎面)을 경원군으로 이관하고, 온성군을 재편하였다.(1읍 14리)
- 1974년 5월 - 종성군이 폐지되면서, 옛 종성면·풍곡면과 남산면 북부 지역이 온성군에 편입되었다.

## 경제
산악 지형이라서 농업에 적합하지 못한 곳이지만, 함경북도만 놓고 보면 논농사의 비율이 높은 편이다. 두만강을 따라 목재업이 성행하고, 갈탄 탄광이 있다.

## 교통
도로 교통과 철도 교통이 있고, 겨울에는 두만강이 얼어붙기 때문에 걸어서 강을 건널 수도 있다. 중국과 연결된 다리가 있는 두 지역이 있다. 온성군 남양과 중국 도문을 연결하는 다리와 온성군 삼봉과 중국 용정의 개산둔진을 연결하는 다리이다.

## 행정 구역
1974년에 종성군의 일부가 편입되면서 종성군 종성읍이 종성로동자구로 개편됐다.
현재 온성군하에는 1읍, 10구, 15리가 있다.
- 온성읍 (穩城邑)
- 남양로동자구 (南陽勞動者區)
- 온탄로동자구 (穩炭勞動者區)
- 상화로동자구 (上和勞動者區)
- 주원로동자구 (周原勞動者區)
- 풍인로동자구 (豊仁勞動者區)
- 산성로동자구 (山城勞動者區)
- 창평로동자구 (倉坪勞動者區)
- 종성로동자구 (鍾城勞動者區)
- 삼봉로동자구 (三峯勞動者區)
- 동포로동자구 (東浦勞動者區)
- 증산리 (甑山里)
- 향당리 (香棠里)
- 운암리 (雲岩里)
- 강안리 (江岸里)
- 영강리 (永江里)
- 하삼봉리 (下三峯里)
- 세선리 (世仙里)
- 두루봉리 (두루峯里)
- 왕재산리 (旺載山里)
- 룡남리 (龍南里)
- 풍서리 (豊西里)
- 풍계리 (豊溪里)
- 풍천리 (豊川里)
- 미산리 (美山里)
- 풍리리 (豊利里)